# Festival van San Remo 1964
Het Festival van San Remo 1964 was de veertiende editie van de liedjeswedstrijd. Gigliola Cinquetti werd verkozen om naar het Eurovisiesongfestival 1964 te gaan, waar ze de zegepalm behaalde en zo de eerste overwinning voor Italië in Europa binnen haalde.

## Finale
1. Non ho l'età (Per amarti) (Mario Panzeri e Nisa) Gigliola Cinquetti – Patricia Carli

- Che me ne importa a me (Domenico Modugno) Domenico Modugno – Frankie Laine
- Come potrei dimenticarti (testo di Vito Pallavicini; musica di Ezio Leoni) Tony Dallara – Ben E. King
- Ieri ho incontrato mia madre (Gino Paoli) Gino Paoli – Antonio Prieto
- La prima che incontro (testo di Vito Pallavicini; musica di Gorni Kramer) Fabrizio Ferretti – The Fraternity Brothers
- Motivo d'amore (Pino Donaggio) Pino Donaggio – Frankie Avalon
- Ogni volta (Carlo Rossi e Roby Ferrante) Roby Ferrante – Paul Anka
- Quando vedrai la mia ragazza (Antonio Ciacci) Little Tony – Gene Pitney
- Sabato sera (Bruno Pallesi-Walter Malgoni) Bruno Filippini – The Fraternity Brothers
- Stasera no no no (Pallavicini-Ronconati) Remo Germani – Nino Tempo & April Stevens
- Un bacio piccolissimo (Ornati e Mescoli) Robertino – Bobby Ridell
- Una lacrima sul viso (Mogol e Lunero) Bobby Solo – Frankie Laine

## Halvefinalisten
- Così felice (Giorgio Gaber) Giorgio Gaber – Patricia Carli
- E se domani (Giorgio Calabrese e Carlo Alberto Rossi) Fausto Cigliano – Gene Pitney
- I sorrisi di sera (Mogol-Testa-Renis) Tony Renis – Frankie Avalon
- L'inverno cosa fai? (Nisa-Giancarlo Colonnello) Piero Focaccia – Bobby Ridell
- L'ultimo tram (Calabrese-Sciorilli) Milva – Frida Boccara
- Mezzanotte (Carlo Rossi-Rotunno) Cocky Mazzetti – Los Hermanos Rigual
- Passo su passo (Franco Migliacci-Umberto Bindi) Claudio Villa – Peggy March
- Piccolo piccolo (Antonio Amurri-Lelio Luttazzi) Emilio Pericoli – Peter Kraus
- Sole pizza e amore (Tata Giacobetti-Antonio Virgilio Savona) Aurelio Fierro – Marina Moran
- Sole sole (Zanin-Casadei) Laura Villa – Los Hermanos Rigual
- Tu piangi per niente (testo di Vito Pallavicini; musica di Piero Soffici) Lily Bonato – Richard Moser jr.
- Venti chilometri al giorno (Mogol-Pino Massara) Nicola Arigliano – Peter Kraus

1951 · 1952 · 1953 · 1954 · 1955 · 1956 · 1957 · 1958 · 1959 · 1960 · 1961 · 1962 · 1963 · 1964 · 1965 · 1966 · 1967 · 1968 · 1969 · 1970 · 1971 · 1972 · 1973 · 1974 · 1975 · 1976 · 1977 · 1978 · 1979 · 1980 · 1981 · 1982 · 1983 · 1984 · 1985 · 1986 · 1987 · 1988 · 1989 · 1990 · 1991 · 1992 · 1993 · 1994 · 1995 · 1996 · 1997 · 1998 · 1999 · 2000 · 2001 · 2002 · 2003 · 2004 · 2005 · 2006 · 2007 · 2008 · 2009 · 2010 · 2011 · 2012 · 2013 · 2014 · 2015 · 2016 · 2017 · 2018 · 2019 · 2020 · 2021 · 2022 · 2023 · 2024 · 2025